# 新华路站
新华路站是一个位於中国天津市和平区小白楼街道与五大道街道交界新华路与南京路的交叉口，属于天津地铁1号线已关闭的地铁车站。由于新华路站与相邻车站站距过近，2001年10月9日既有线路停运改造后被永久关闭，目前地面出入口已被拆除，只能通过轨道进入，成為中國歷史上第一個被永久關閉的地鐵站。在列车通过营口道站至小白楼站区间时，乘客仍可看见站台、柱子及候车厅等设施。

## 车站结构
该站为侧式月台。该站与西北角站、西站站为既有线时期仅有的具有地下通道的车站:472。
| 地面     |                      | 出入口（已拆除，无法从地面出入站） |  |
| 地下一层 | 侧式站台，无列车停靠 | 侧式站台，无列车停靠               |  |
| 地下一层 | 轨道（北）           | █ 1号线往刘园（营口道）            |  |
| 地下一层 | 轨道（南）           | █ 1号线往双桥河（小白楼）          |  |
| 地下一层 | 侧式站台，无列车停靠 |                                    |  |
| 地下二层 | 换向通道:472         | 换向通道:472                       |  |